# سسنا سایتیشن‌جت
سسنا سایتیشن‌جت (به انگلیسی: Cessna CitationJet) یک هواگرد ساختِ کارخانهٔ سسنا در کشور ایالات متحده آمریکا است . این هواگرد برای نخستین بار در ۲۹ آوریل ۱۹۹۱ میلادی مورد استفاده قرار گرفت.